# 西川吉野
西川 吉野（にしかわ よしの、2002年9月10日 - ）は、日本の元女子バレーボール選手。

## 来歴
徳島県徳島市出身。3人姉妹の次女。名前の由来は父の名前と地元を流れる吉野川から。
小学1年生のとき、姉の影響を受けバレーボールを始め、姉と同様小学2年生で地元のチーム・昭和ブライターズに入団する。中学も姉と同じ富田中に進学、部員の少ないチーム事情から1年生から出場機会を得て、姉と共に夏の徳島県中学校総合体育大会で準優勝を果たし、3年生の時にはキャプテンに就任。夏の徳島総体では優勝を果たすなどチームの中心選手として活躍した。四国総体では初戦敗退に終わったが、冬に行われたJOCジュニアオリンピックカップでは、1回戦で敗れたもののJOC・JVAカップを受賞。
金蘭会高校に進学し姉と再びチームメイトとなると、連覇を達成した2019年の春高バレーでは、出番はなかったもののベンチ入りを果たした。3年生でゲームキャプテンとして臨んだ2021年の春高バレーでは、準々決勝でこの大会の優勝校・就実高校に敗れたもののベスト8に導く。
この頃から日本代表ユースでの活躍も目立つようになり、2018年5月にタイで行われたアジアユース選手権大会にU-17日本代表のキャプテンとして出場し7連覇に貢献。MVPとベストアウトサイドスパイカーに選ばれたのに続き、2019年は4月にイタリアで行われたコルナッキアワールドカップ2019では決勝にスタメン出場。イタリアを下してチームを初出場ながら初優勝に導いたほか、9月にエジプトで行われた第16回女子U18（ユース）世界選手権大会でも全8試合にスタメン出場するなど、この世代を代表するプレーヤーとして活躍した。
2021年1月15日に東レアローズに入団（内定）。監督の越谷章は1年生の時から注目していたという。同期入団の樫村まどかとは、上述の国際大会3試合でいずれもチームメイトだった。2021年3月20日のV Cup予選ラウンド対KUROBEアクアフェアリーズ戦においてVリーグデビューを果たし、連続サービスエースを記録しチームの勝利に貢献した。
迎えた2021/22シーズンでは開幕戦（2021年10月15日対ヴィクトリーナ姫路戦）から出場。その後も2枚替えを中心に出場機会を増やし、ファイナル3ではスタメン出場を果たすなど終盤戦のチームを支えた。その後もチームの主力として活躍を見せたが、2023/24シーズンをもって東レアローズを退団、6月にVリーグ公式サイトでの公示区分が引退に切り替わった。

## 選手としての特徴
高身長を活かしたアタックに加え、レシーブ力も兼ね備えるオールラウンダー。監督の越谷章の主な評価は以下。
- 「シャープな打ち方でいいアタックを打つ」[13]
- 「身長のわりにレシーブ力のある選手で、ブロックの位置取りもよい」[13]
- 「どこのポジションに入れてもすぐに対応できる」[4]
- 「ブロックもいいし、アタックもいい。そして、サーブレシーブもいい」[16]

## 人物・エピソード
- JTマーヴェラスに所属している西川有喜は2歳上の実姉である。小中高と同じ道を歩んでおり、金蘭会高等学校時代には、2019年5月1日に丸善インテックアリーナ大阪で開催された第68回黒鷲旗で、JTマーヴェラスのルーキーとしてこの日デビューを飾った姉との姉妹対決が実現している[17]。
- バレーボールは右利きだが、本来は左利きである[4]。

## 所属チーム
- 徳島市昭和小学校（昭和ブライターズ）[2]
- 徳島市富田中学校[2]
- 金蘭会高等学校[1]
- 東レアローズ #16→#14（2021-2024年）

## 球歴
ユース日本代表（2018年-） 
- 2018年 アジアユース選手権大会：優勝[4]
- 2019年 コルナッキアワールドカップ2019：優勝[7]
- 2019年 第16回女子U18（ユース）世界選手権大会：5位[9]

## 受賞歴
- 2018年 アジアユース選手権大会：MVP、ベストアウトサイドスパイカー[4]

## 個人成績
V.LEAGUEの個人成績は下記の通り（ファイナルステージ、VCup含む）。
| 大会            | チーム          | 出場     | 出場        | アタック | アタック | アタック | アタック | バックアタック | バックアタック | バックアタック | バックアタック | アタック 決定本数 | ブロック | ブロック       | サーブ | サーブ         | サーブ   | サーブ | サーブ | サーブ   | サーブレシーブ | サーブレシーブ | サーブレシーブ | サーブレシーブ | 総得点      | 総得点      | 総得点   | 総得点      |
| --------------- | --------------- | -------- | ----------- | -------- | -------- | -------- | -------- | -------------- | -------------- | -------------- | -------------- | ----------------- | -------- | -------------- | ------ | -------------- | -------- | ------ | ------ | -------- | -------------- | -------------- | -------------- | -------------- | ----------- | ----------- | -------- | ----------- |
| 大会            | チーム          | 試 合 数 | セ ッ ト 数 | 打 数    | 得 点    | 失 点    | 決 定 率 | 打 数          | 得 点          | 失 点          | 決 定 率       | セ ッ ト 平 均    | 得 点    | セ ッ ト 平 均 | 打 数  | ノ 丨 タ ッ チ | エ 丨 ス | 失 点  | 効 果  | 効 果 率 | 受 数          | 成 功 ・ 優    | 成 功 ・ 良    | 成 功 率       | ア タ ッ ク | ブ ロ ッ ク | サ 丨 ブ | 得 点 合 計 |
| V1 2020-21      | 東レ            | 4        | 7           | 45       | 11       | 2        | 24.4     | 3              | 0              | 0              | 0.0            | 1.57              | 0        | -              | 31     | 0              | 2        | 3      | 8      | 10.5     | 17             | 6              | 6              | 52.9           | 11          | 0           | 2        | 13          |
| V1 2021-22      | 東レ            | 34       | 108         | 356      | 123      | 12       | 34.6     | 10             | 2              | 1              | 20.0           | 1.14              | 14       | 0.13           | 140    | 4              | 2        | 14     | 29     | 7.0      | 227            | 99             | 46             | 53.7           | 123         | 14          | 6        | 143         |
| V1 2022-23      | 東レ            | 37       | 84          | 392      | 154      | 25       | 39.3     | 6              | 1              | 0              | 16.7           | 1.83              | 10       | 0.12           | 199    | 2              | 4        | 18     | 50     | 7.0      | 360            | 133            | 87             | 49.0           | 154         | 10          | 6        | 170         |
| V1 2023-24      | 東レ            | 27       | 64          | 387      | 118      | 22       | 30.5     | 15             | 2              | 2              | 13.3           | 1.84              | 7        | 0.11           | 139    | 1              | 4        | 9      | 25     | 6.5      | 311            | 121            | 81             | 51.9           | 118         | 7           | 5        | 130         |
| 通算：4シーズン | 通算：4シーズン | 102      | 263         | 1180     | 406      | 61       | 34.4     | 34             | 5              | 3              | 14.7           | 1.54              | 31       | 0.12           | 509    | 7              | 12       | 44     | 112    | 7.1      | 915            | 359            | 220            | 51.3           | 406         | 31          | 19       | 456         |